# Bryoptera nigrilineata
Bryoptera nigrilineata là một loài bướm đêm trong họ Geometridae.